# Khargird
Khargird (també Kharjird) és una localitat de l'Iran al shahristan o comtat de Turbat-i Haydariyya, dihistan de Rud-i miyan-i Khwaf. Fou antigament un dels principals centres urbans del districte de Khwaf. És famosa per dos monuments: un iwan, resta d'una madrassa d'època seljúcida, i una madrassa d'època timúrida al segle xv.
Una altra localitat amb el mateix nom al districte de Djam va existir antigament; tenia el mausoleu de Kasim-i Anwar. Correspon a la moderna Langar.